# Éliminatoires de la Coupe du monde de football 2018, zone Amérique du Nord, Amérique centrale et Caraïbes, troisième tour
Cet article donne les résultats du troisième tour de la zone Amérique du Nord, Amérique centrale et Caraïbes pour les éliminatoires de la Coupe du monde 2018.

## Format
Au troisième tour, les dix vainqueurs du deuxième tour sont rejoints par les deux pays classés de la 7e à la 8e place au Classement FIFA de août 2014. Ces douze nations s'affrontent en matchs à élimination directe par paire de matchs aller-retour. Les six vainqueurs accèdent au quatrième tour.
Les rencontres se sont déroulées du 4 au 8 septembre 2015.

## Tirage au sort
Le tirage au sort a été effectué le 25 juillet 2015.
Les équipes ont été réparties dans deux groupes, les têtes de séries et les autres, déterminés par le Classement FIFA d'août 2014, entre parenthèses dans le tableau suivant. Lors du tirage, aucune équipe ne peut affronter une autre issue du même groupe.
| Tête de série                                                                                       | Non-Tête de série |
| --------------------------------------------------------------------------------------------------- | --- |
| 1. Jamaïque (85) 2. Haïti (117) 3. Canada (122) 4. Aruba (124) 5. Salvador (127) 6. Guatemala (134) | 1. Saint-Vincent-et-les-Grenadines (134) 2. Grenade (142) 3. Antigua-et-Barbuda (149) 4. Belize (162) 5. Nicaragua (175) 6. Curaçao (182) |

## Matchs
| Match | Équipe 1                        | Résultat | Équipe 2  | Aller | Retour |
| ----- | ------------------------------- | -------- | --------- | ----- | ------ |
| 18    | Curaçao                         | 0 - 2    | Salvador  | 0 - 1 | 0 - 1  |
| 19    | Canada                          | 4 - 1    | Belize    | 3 - 0 | 1 - 1  |
| 20    | Grenade                         | 1 - 6    | Haïti     | 1 - 3 | 0 - 3  |
| 21    | Jamaïque                        | 4 - 3    | Nicaragua | 2 - 3 | 2 - 0  |
| 22    | Saint-Vincent-et-les-Grenadines | 3 - 2    | Aruba     | 2 - 0 | 1 - 2  |
| 23    | Antigua-et-Barbuda              | 1 - 2    | Guatemala | 1 - 0 | 0 - 2  |

### Détails des rencontres
Match aller
| 4 septembre 2015 | Saint-Vincent-et-les-Grenadines              | 2 – 0 | Aruba | Stade Arnos Vale, Kingstown                    |                                                |
| 15:30 UTC−4      | Tevin Slater 51e · Oalex Anderson 90e (pen.) |       |       | Spectateurs : 4 100 Arbitrage : Rodphin Harris | Spectateurs : 4 100 Arbitrage : Rodphin Harris |
| 15:30 UTC−4      | Rapport                                      |       |       | Spectateurs : 4 100 Arbitrage : Rodphin Harris | Spectateurs : 4 100 Arbitrage : Rodphin Harris |

| 4 septembre 2015 | Grenade                    | 1 – 3 | Haïti                                                           | Stade national de Grenade, Saint-Georges         |                                                  |
| 16:15 UTC−4      | Anthony Straker 33e (pen.) |       | Jean-Eudes Maurice 27e · Mechack Jérôme 38e · Duckens Nazon 56e | Spectateurs : 5 100 Arbitrage : Héctor Rodríguez | Spectateurs : 5 100 Arbitrage : Héctor Rodríguez |
| 16:15 UTC−4      | Rapport                    |       |                                                                 | Spectateurs : 5 100 Arbitrage : Héctor Rodríguez | Spectateurs : 5 100 Arbitrage : Héctor Rodríguez |

| 4 septembre 2015 | Curaçao | 0 – 1 | Salvador            | Ergilio Hato Stadion, Willemstad                |                                                 |
| 19:05 UTC−4      |         |       | Alexander Larín 12e | Spectateurs : 6 000 Arbitrage : Valdin Legister | Spectateurs : 6 000 Arbitrage : Valdin Legister |
| 19:05 UTC−4      | Rapport |       |                     | Spectateurs : 6 000 Arbitrage : Valdin Legister | Spectateurs : 6 000 Arbitrage : Valdin Legister |

| 4 septembre 2015 | Canada                                           | 3 – 0 | Belize | BMO Field, Toronto                          |                                             |
| 19:37 UTC−4      | Tosaint Ricketts 25e, 65e · Atiba Hutchinson 90e |       |        | Spectateurs : 10 400 Arbitrage : John Pitti | Spectateurs : 10 400 Arbitrage : John Pitti |
| 19:37 UTC−4      | Rapport                                          |       |        | Spectateurs : 10 400 Arbitrage : John Pitti | Spectateurs : 10 400 Arbitrage : John Pitti |

| 4 septembre 2015 | Antigua-et-Barbuda      | 1 – 0 | Guatemala | Stade Sir Vivian Richards, North Sound             |                                                    |
| 20:05 UTC−4      | Myles Weston 72e (pen.) |       |           | Spectateurs : 7 005 Arbitrage : Armando Villarreal | Spectateurs : 7 005 Arbitrage : Armando Villarreal |
| 20:05 UTC−4      | Rapport                 |       |           | Spectateurs : 7 005 Arbitrage : Armando Villarreal | Spectateurs : 7 005 Arbitrage : Armando Villarreal |

| 4 septembre 2015 | Jamaïque                                  | 2 – 3 | Nicaragua                                                       | Independence Park, Kingston                   |                                               |
| 20:00 UTC−5      | Darren Mattocks 69e · Adrian Mariappa 78e |       | Manuel Rosas 5e (pen.) · Carlos Chavarría 8e · Luis Galeano 48e | Spectateurs : 18 300 Arbitrage : Marlon Mejía | Spectateurs : 18 300 Arbitrage : Marlon Mejía |
| 20:00 UTC−5      | Rapport                                   |       |                                                                 | Spectateurs : 18 300 Arbitrage : Marlon Mejía | Spectateurs : 18 300 Arbitrage : Marlon Mejía |

Match retour
| 8 septembre 2015 | Haïti                                                                    | 3 – 0 | Grenade | Stade Sylvio Cator, Port-au-Prince           |                                              |
| 19:00 UTC−4      | Wilde-Donald Guerrier 26e · Duckens Nazon 38e · Kervens Belfort fils 50e |       |         | Spectateurs : 13 764 Arbitrage : Dave Gantar | Spectateurs : 13 764 Arbitrage : Dave Gantar |
| 19:00 UTC−4      | Rapport                                                                  |       |         | Spectateurs : 13 764 Arbitrage : Dave Gantar | Spectateurs : 13 764 Arbitrage : Dave Gantar |

| 8 septembre 2015 | Aruba                | 2 – 1 | Saint-Vincent-et-les-Grenadines | Trinidad Stadion, Oranjestad                |                                             |
| 20:00 UTC−4      | Erixon Danso 4e, 50e |       | Tevin Slater 84e                | Spectateurs : 950 Arbitrage : José Peñaloza | Spectateurs : 950 Arbitrage : José Peñaloza |
| 20:00 UTC−4      | Rapport              |       |                                 | Spectateurs : 950 Arbitrage : José Peñaloza | Spectateurs : 950 Arbitrage : José Peñaloza |

| 8 septembre 2015 | Belize            | 1 – 1 | Canada           | Stade FFB, Belmopan                           |                                               |
| 19:00 UTC−6      | Deon McCaulay 26e |       | Will Johnson 45e | Spectateurs : 2 500 Arbitrage : Javier Santos | Spectateurs : 2 500 Arbitrage : Javier Santos |
| 19:00 UTC−6      | Rapport           |       |                  | Spectateurs : 2 500 Arbitrage : Javier Santos | Spectateurs : 2 500 Arbitrage : Javier Santos |

| 8 septembre 2015 | Nicaragua | 0 – 2 | Jamaïque                                | Stade national Dennis Martínez, Managua      |                                              |
| 19:30 UTC−6      |           |       | Darren Mattocks 13e · Simon Dawkins 89e | Spectateurs : 18 000 Arbitrage : Oscar Reyna | Spectateurs : 18 000 Arbitrage : Oscar Reyna |
| 19:30 UTC−6      | Rapport   |       |                                         | Spectateurs : 18 000 Arbitrage : Oscar Reyna | Spectateurs : 18 000 Arbitrage : Oscar Reyna |

| 8 septembre 2015 | Salvador            | 1 – 0 | Curaçao | Stade Cuscatlán, San Salvador                    |                                                  |
| 19:35 UTC−6      | Jonathan Barrios 9e |       |         | Spectateurs : 27 884 Arbitrage : Ricardo Montero | Spectateurs : 27 884 Arbitrage : Ricardo Montero |
| 19:35 UTC−6      | Rapport             |       |         | Spectateurs : 27 884 Arbitrage : Ricardo Montero | Spectateurs : 27 884 Arbitrage : Ricardo Montero |

| 8 septembre 2015 | Guatemala                          | 2 – 0 | Antigua-et-Barbuda | Stade Mateo Flores, Guatemala City             |                                                |
| 20:06 UTC−6      | Carlos Ruiz 61e · Dennis López 75e |       |                    | Spectateurs : 5 206 Arbitrage : Roberto García | Spectateurs : 5 206 Arbitrage : Roberto García |
| 20:06 UTC−6      | Rapport                            |       |                    | Spectateurs : 5 206 Arbitrage : Roberto García | Spectateurs : 5 206 Arbitrage : Roberto García |

## Buteurs
2 buts
- Tosaint Ricketts
- Duckens Nazon
- Erixon Danso
- Tevin Slater
- Darren Mattocks

1 but
- Oalex Anderson
- Anthony Straker
- Jean-Eudes Maurice
- Mechack Jérôme
- Wilde-Donald Guerrier
- Kervens Belfort fils
- Alexander Larín
- Jonathan Barrios
- Atiba Hutchinson
- Will Johnson
- Myles Weston
- Adrian Mariappa
- Simon Dawkins
- Manuel Rosas Arreola
- Carlos Chavarría
- Luis Galeano
- Deon McCaulay
- Carlos Ruiz
- Dennis López